# ليا عبدو
ليا عبدو (مواليد 12 مارس 1997) هي لاعبة كرة قدم محترفة لعبت في مركز الدفاع لصالح نادي أورليانز للسيدات. ولدت في فرنسا، وتمثل الجزائر على المستوى الدولي.

## المسيرة
في يوليو 2023، أعلن نادي أورليانز عن تعاقده مع ليا عبدو.
في سبتمبر 2021، استدعيت ليا عبدو للانضمام لمنتخب الجزائر لكرة القدم للسيدات للمشاركة في معسكر تحضيري لتصفيات كأس الأمم الأفريقية للسيدات 2022. في فبراير 2023، بعد تعيين فريد بن ستيتي مدربًا رئيسيًا للمنتخب، استدعيت مرةً أخرى للمشاركة في معسكر تدريبي من 13 إلى 21 فبراير 2023.
في 18 يوليو 2023، شاركت ليا عبدو لأول مرة مع منتخب الجزائر لكرة القدم للسيدات لاعبةً أساسية أمام السنغال. في 27 نوفمبر 2024، سجلت هدفها الأول في المباراة التي فاز فيها منتخب الجزائر على أوغندا بنتيجة 2-1.

## إحصائيات
|   | تاريخ          | مكان                               | الخصم        | نتيجة | نتيجة | مسابقة            |
| - | -------------- | ---------------------------------- | ------------ | ----- | ----- | ----------------- |
| 1 | 27 نوفمبر 2024 | ملعب مصطفى تشاكر، البليدة، الجزائر | منتخب أوغندا | 2-1   | 2-1   | مباراة ودية دولية |